# Hornera robusta
Hornera robusta är en mossdjursart som beskrevs av William MacGillivray 1883. Hornera robusta ingår i släktet Hornera och familjen Horneridae. Inga underarter finns listade i Catalogue of Life.